# Labialització
La labialització és un fenomen fonètic, un tipus d'assimilació, que altera la pronunciació de determinades consonants en contacte amb les vocals posteriors [o,u] o les consonants labials [b,p,w]. Articulatòriament, la labialització pot representar un arrodoniment labial com a articulació secundària, o bé un desplaçament del punt d'articulació cap a la regió labial.
En català, els sons nasals com [n] s'alteren adoptant les característiques del so que els segueix, tant entre síl·labes com entre mots. En concret, davant d'un so labial es labialitzen, exemple: [n] → [m] davant [m], [p] i [b] (un pic [umˈpik]). Pel que fa al fenomen en altres llengües, en la majoria de dialectes de l'anglès hi ha labialització afegida en la realització habitual de /r/ a principi de síl·laba. En l'escriptura d'aquesta llengua aquest so es representa amb les grafies r o wr en aquesta posició.